# Bjarke Ingels
Bjarke Ingels (Copenaghen, 2 ottobre 1974) è un architetto danese, fondatore e partner creativo dello studio architettonico Bjarke Ingels Group nel 2005 che, con oltre 400 dipendenti, nel 2015 è tra i primi 50 studi di architettura al mondo per dimensioni. Nel 2009 ha cofondato il KiBiSi, uno studio di consulenza di design. Nei suoi disegni, Bjarke Ingels spesso cerca di raggiungere un equilibrio tra approcci giocosi e pratici verso l'architettura.

## Biografia
Bjarke Ingels ha studiato architettura presso la Royal Academy di Copenaghen e all'Università politecnica della Catalogna, conseguendo il diploma nel 1999. Quando era uno studente del terzo anno ha fondato il suo primo studio e ha vinto il suo primo concorso. Dal 1998-2001 ha lavorato per OMA e per Rem Koolhaas a Rotterdam.
Nel 2001, Bjarke Ingels torna a Copenaghen per iniziare la pratica architettonica con il suo studio PLOT insieme al collega, conosciuto durante l'esperienza presso OMA, Julien de Smedt. La società ha rapidamente raggiunto il successo, ricevendo notevole attenzione nazionale e internazionale per i loro progetti creativi. Essi hanno ricevuto un Leone d'Oro alla Biennale di Architettura di Venezia nel 2004 per una proposta per una nuova casa della musica presso Stavanger, in Norvegia. Il loro primo risultato importante è stato il pluripremiato progetto VM Houses a Ørestad, Copenaghen, nel 2005. Nonostante il suo successo, PLOT è stato sciolto nel gennaio 2006 e Bjarke Ingels crea Bjarke Ingels Group, BIG, mentre il suo ex socio ha fondato JDS / Julien De Smedt Architects.

## Premi
- Architectural Innovator of the Year Award I Wall Street Journal I 2011
- Prize of Honor I The Dreyer Foundation Grant I 2011
- Crown Prince Culture Prize I Danish Culture fund I 2011
- Prix Delarue Award I French Academy of Architecture I 2011
- Utzon-Statuette I The Mountain I 2011
- Scandinavian Green Roof Award I 8 House I 2010
- The State Art Fund Working Scholarship I 2010
- ULI Award for Excellence I The Mountain I 2009
- Nominated at Mies Van Der Rohe 2009 I The Mountain I EU
- MIPIM I Residential Development Award 2009 I The Mountain
- Forum Award I Best Nordic Architecture 2009 I The Mountain
- World Architecture Festival 2008 I Housing Award Winner I The Mountain
- Wood Award 2008 I Maritime Youth House & The Mountain
- International Architecture Awards I Best New Global Design I Scala I 2008
- Contract World I Best Education Interior I Sjakket Youth Centre I 2008
- Mies Van Der Rohe Award 2007 I Special Mention I VM Houses
- IOC Award I Honorable Mention I Copenaghen Harbour Bath I 2007
- Forum Award 2005 I Best Scandinavian Building I VM Houses
- His Royal Highness Prince Henrik of Denmark's Scholarship I 2005
- Medaglia Eckersberg, Accademia delle belle arti di Copenaghen, 2005
- Mies Van Der Rohe Award 2005 I Special Mention I Maritime Youth House
- Copenaghen Award for Architecture I Maritime Youth House I 2004
- AR+D Award I Architectural Review I RIBA London I Maritime Youth House I 2004
- Venice Bienale Golden Lion I Stavanger Concert Hall I 2004
- Copenaghen Collaboration Award I 2004
- European Prize for Urban Public Space I Copenaghen Harbour Bath I 2004
- Young Architect of the Year Award I 2nd Prize I 2004
- Scanorama Design Award I 2004
- Nykredits Architecture Prize I 2002
- Young Architect of the Year Award I 2nd Prize I 2002
- Henning Larsen's Prize I 2001
- The State Art Fund Scholarship I 2001